# Carlina racemosa
Carlina racemosa — вид квіткових рослин родини айстрових.

## Опис
Однорічна рослина. Стебла 1–25 см, розгалужені в нижній половині. Яйцювато-ланцетні листки з колючими зубчастими краями. Голови, як правило, поодинокі, сидячі. Сім'янки 2–3 мм. Квітне і плодоносить з (липень) серпня по жовтень.

## Поширення
Південна Європа: Іспанія, Гібралтар, Португалія. Північна Африка: Алжир, Марокко, Туніс. Західна Азія: Ізраїль, Йорданія. Населяє відкриті простори, кинуті поля і лужні ґрунти переважно на схилах.